# Scottish League One
La Scottish League One hasta la temporada 2012-13 llamada Segunda División de Escocia (en inglés: Scottish Football League Second Division), es la tercera categoría en el sistema de liga de fútbol escocés, tras la Scottish Premiership y la Scottish Championship.
La división contiene diez equipos y cada final de temporada el equipo vencedor asciende a la Scottish Championship, siempre que su estadio cumpla con los criterios exigidos. El último club clasificado desciende automáticamente a la Scottish League Two.
Cada temporada se juega en enfrentamientos todos contra todos a cuatro vueltas.

## Equipos temporada 2025-26
| Equipo                       | Ciudad        | Estadio            | Capacidad |
| ---------------------------- | ------------- | ------------------ | --------- |
| Alloa Athletic               | Alloa         | Recreation Park    | 3.100     |
| Cove Rangers                 | Cove Bay      | Balmoral Stadium   | 2.602     |
| East Fife                    | Methil        | Bayview Stadium    | 1.980     |
| Hamilton Academical          | Hamilton      | Broadwood Stadium  | 8.086     |
| Inverness Caledonian Thistle | Inverness     | Caledonian Stadium | 7.512     |
| Kelty Hearts                 | Kelty         | New Central Park   | 2.181     |
| Montrose FC                  | Montrose      | Links Park         | 4.936     |
| Peterhead FC                 | Peterhead     | Balmoor Stadium    | 3.150     |
| Queen of the South           | Dumfries      | Palmerston Park    | 8.690     |
| Stenhousemuir                | Stenhousemuir | Ochilview Park     | 3.746     |

## Palmarés
| Temporada                                | Campeón                                  | Subcampeón                               |
| Scottish Football League Second Division | Scottish Football League Second Division | Scottish Football League Second Division |
| ---------------------------------------- | ---------------------------------------- | ---------------------------------------- |
| 1975–76                                  | Clydebank                                | Raith Rovers                             |
| 1976–77                                  | Stirling Albion                          | Alloa Athletic                           |
| 1977–78                                  | Clyde                                    | Raith Rovers                             |
| 1978–79                                  | Berwick Rangers                          | Dunfermline Athletic                     |
| 1979–80                                  | Falkirk                                  | East Stirlingshire                       |
| 1980–81                                  | Queen's Park                             | Queen of the South                       |
| 1981–82                                  | Clyde                                    | Alloa Athletic                           |
| 1982–83                                  | Brechin City                             | Meadowbank Thistle                       |
| 1983–84                                  | Forfar Athletic                          | East Fife                                |
| 1984–85                                  | Montrose                                 | Alloa Athletic                           |
| 1985–86                                  | Dunfermline Athletic                     | Queen of the South                       |
| 1986–87                                  | Meadowbank Thistle                       | Raith Rovers                             |
| 1987–88                                  | Ayr United                               | St. Johnstone                            |
| 1988–89                                  | Albion Rovers                            | Alloa Athletic                           |
| 1989–90                                  | Brechin City                             | Kilmarnock                               |
| 1990–91                                  | Sirling Albion                           | Montrose                                 |
| 1991–92                                  | Dumbarton                                | Cowdenbeath                              |
| 1992–93                                  | Clyde                                    | Brechin City                             |
| 1993–94                                  | Stranraer                                | Berwick Rangers                          |
| 1994–95                                  | Greenock Morton                          | Dumbarton                                |
| 1995–96                                  | Stirling Albion                          | East Fife                                |
| 1996–97                                  | Ayr United                               | Hamilton Academical                      |
| 1997–98                                  | Stranraer                                | Clydebank                                |
| 1998–99                                  | Livingston                               | Inverness CT                             |
| 1999–00                                  | Clyde                                    | Alloa Athletic                           |
| 2000–01                                  | Partick Thistle                          | Arbroath                                 |
| 2001–02                                  | Queen of the South                       | Alloa Athletic                           |
| 2002–03                                  | Raith Rovers                             | Brechin City                             |
| 2003–04                                  | Airdrie United                           | Hamilton Academical                      |
| 2004–05                                  | Brechin City                             | Stranraer                                |
| 2005–06                                  | Gretna                                   | Greenock Morton                          |
| 2006–07                                  | Greenock Morton                          | Stirling Albion                          |
| 2007–08                                  | Ross County                              | Airdrie United                           |
| 2008–09                                  | Raith Rovers                             | Ayr United                               |
| 2009–10                                  | Stirling Albion                          | Alloa Athletic                           |
| 2010–11                                  | Livingston                               | Ayr United                               |
| 2011–12                                  | Cowdenbeath                              | Arbroath                                 |
| 2012–13                                  | Queen of the South                       | Alloa Athletic                           |
| Scottish League One                      |                                          |                                          |
| 2013–14                                  | Rangers                                  | Dunfermline Athletic                     |
| 2014–15                                  | Greenock Morton                          | Stranraer                                |
| 2015–16                                  | Dunfermline Athletic                     | Ayr United                               |
| 2016–17                                  | Livingston                               | Alloa Athletic                           |
| 2017–18                                  | Ayr United                               | Raith Rovers                             |
| 2018–19                                  | Arbroath                                 | Forfar Athletic                          |
| 2019–20                                  | Raith Rovers                             | Falkirk                                  |
| 2020–21                                  | Partick Thistle                          | Airdrieonians                            |
| 2021–22                                  | Cove Rangers                             | Airdrieonians                            |
| 2022–23                                  | Dunfermline Athletic                     | Falkirk                                  |
| 2023-24                                  | Falkirk                                  | Hamilton Academical                      |
| 2024-25                                  | Arbroath                                 | Cove Rangers                             |

## Títulos por club
- 26 clubes diferentes han ganado el tercer nivel del fútbol escocés desde que se creó en la temporada 1975-76.
| Club                            | Campeón | Subcampeón | Años campeón           |
| ------------------------------- | ------- | ---------- | ---------------------- |
| Stirling Albion                 | 4       | 1          | 1977, 1991, 1996, 2010 |
| Livingston (Meadowbank Thistle) | 4       | 1          | 1987, 1999, 2011, 2017 |
| Clyde                           | 4       | —          | 1978, 1982, 1993, 2000 |
| Raith Rovers                    | 3       | 4          | 2003, 2009, 2020       |
| Ayr United                      | 3       | 3          | 1988, 1997, 2018       |
| Brechin City                    | 3       | 2          | 1983, 1990, 2005       |
| Greenock Morton                 | 3       | 1          | 1995, 2007, 2015       |
| Queen of the South              | 2       | 2          | 2002, 2013             |
| Dunfermline Athletic            | 2       | 2          | 2016, 2023             |
| Falkirk                         | 2       | 2          | 1980, 2024             |
| Stranraer                       | 2       | 2          | 1994, 1998             |
| Partick Thistle                 | 2       | —          | 2001, 2021             |
| Arbroath                        | 1       | 2          | 2019                   |
| Berwick Rangers                 | 1       | 1          | 1979                   |
| Clydebank                       | 1       | 1          | 1976                   |
| Airdrie United                  | 1       | 1          | 2004                   |
| Cowdenbeath                     | 1       | 1          | 2012                   |
| Dumbarton                       | 1       | 1          | 1992                   |
| Forfar Athletic                 | 1       | 1          | 1984                   |
| Montrose                        | 1       | 1          | 1985                   |
| Albion Rovers                   | 1       | —          | 1989                   |
| Gretna                          | 1       | —          | 2006                   |
| Queen's Park                    | 1       | —          | 1981                   |
| Rangers                         | 1       | —          | 2014                   |
| Ross County                     | 1       | —          | 2008                   |
| Cove Rangers                    | 1       | —          | 2022                   |
| Alloa Athletic                  | —       | 9          |                        |
| Hamilton Academical             | —       | 3          |                        |
| East Fife                       | —       | 2          |                        |
| Airdrieonians                   | —       | 2          |                        |
| East Stirlingshire              | —       | 1          |                        |
| Inverness Caledonian Thistle    | —       | 1          |                        |
| Kilmarnock                      | —       | 1          |                        |
| St Johnstone                    | —       | 1          |                        |